# Пружинский сельсовет
Пружинский сельсове́т — сельское поселение в Липецком районе Липецкой области. 
Административный центр — село Пружинки.

## История
В соответствии с законами Липецкой области №114-оз от 02.07.2004 и №126-оз от 23.09.2004 Пружинский сельсовет наделён статусом сельского поселения, установлены границы муниципального образования.

## Население
| 2010 | 2012 | 2013 | 2014 | 2015 | 2016 | 2017 |
| ---- | ---- | ---- | ---- | ---- | ---- | ---- |
| 742  | ↗775 | ↗809 | ↘798 | ↘757 | ↘725 | ↘723 |
| 2018 | 2021 |      |      |      |      |      |
| ↘696 | ↘651 |      |      |      |      |      |

## Состав сельского поселения
| № | Населённый пункт | Тип населённого пункта       | Население |
| - | ---------------- | ---------------------------- | --------- |
| 1 | Красное          | деревня                      | ↗31       |
| 2 | Ольгино          | деревня                      | ↘19       |
| 3 | Пружинки         | село, административный центр | ↗771      |